# Pożar tramwaju na Strømsveien
Pożar tramwaju w Oslo – wypadek, który wydarzył się 2 sierpnia 1958 w Oslo na ulicy Strømsveien. Doszło do pożaru dwóch wagonów tramwajowych Gullfisk, numery boczne 194 i 198, jadących z Bøler do Jar na trasie linii Lilleaker – Østensjø.
Pożar rozpoczął się w przedniej części drugiego wagonu o numerze bocznym 198. Jego przyczyną była usterka techniczna. Drzwi wyjściowe były obsługiwane wyłącznie przez motorniczego, który znajdował się w pierwszym wagonie. Kierujący tramwajem dopiero po chwili zorientował się, że skład się pali, i otworzył drzwi. Przebywający w drugim wagonie pasażerowie, którzy nie mogli wydostać się z tramwaju, wpadli w panikę. Śmierć poniosło 5 osób, a 17 zostało rannych. Po pożarze pojazdy komunikacji miejskiej zostały obowiązkowo wyposażone w gaśnice oraz zmodernizowano wyjście, tak by w sytuacji awaryjnej mogli je otworzyć pasażerowie.